# 1996 BV1
1996 BV1 är en asteroid i huvudbältet som upptäcktes den 23 januari 1996 av den japanska astronomen Takao Kobayashi vid Ōizumi-observatoriet.
Asteroiden har en diameter på ungefär 6 kilometer.